# Fatma Muxtarova
Fatma Muxtarova ros. Фатьма Мухтарова (ur. 14 (26) marca 1893 w Urmii, zm. 19 października 1972 w Baku) – radziecka śpiewaczka operowa (mezzosopran) pochodzenia azerskiego.

## Życiorys
Była córką śpiewaka Abbasa Rzajewa (pochodzenia azerskiego lub perskiego) oraz Sary Chaseniewicz, pochodzącej z rodziny polsko-litewskich Tatarów. W dzieciństwie przeniosła się wraz z rodzicami do Rostowa nad Donem. W 1901 zmarł jej ojciec, a matka ponownie wyszła za mąż, za Azera Səttara Muxtarova, uchodźcę z Persji i w 1910 rodzina przeniosła się do Saratowa.
W Saratowie matka oddała młodą Fatmę pod opiekę ulicznych śpiewaków. Nazywana przez mieszkańców miasta Katią Kataryniarką, ubrana w strój ukraiński występowała z akompaniamentem bębna i harmonii na ulicach i placach Saratowa. Informacja o występach młodej śpiewaczki pojawiła się w czasopiśmie "Saratowski wiestnik". Wtedy wzięła ją pod swoją opiekę rodzina znanej śpiewaczki operowej Marii Kamienskiej. W domu Kamienskich była służącą, która śpiewała  dla gości, odwiedzających dom. Za radą dziennikarza pisma "Saratowski wiestnik" Muxtarova uciekła od Kamienskich i znowu śpiewała na ulicy, zbierając pieniądze na szkołę muzyczną. Do egzaminu do saratowskiego konserwatorium Muxtarova przystąpiła w 1912. Nie została przyjęta do szkoły, ale zwróciła na siebie uwagę śpiewaka operowego Michaiła Miedwiediewa, który prowadził dla niej zajęcia ze sztuki wokalnej. Dzięki pomocy Miedwiediewa znalazła się w gronie studentów konserwatorium. W 1913 przeniosła się do Baku, gdzie pomagał jej finansowo azerski śpiewak operowy Hüseynqulu Sarabski.
W 1914 Muxtarova ukończyła naukę w konserwatorium, wystąpiła po raz pierwszy w zawodowym teatrze i wyszła za mąż za adwokata Aleksandra Malinina. Wkrótce przyszła na świat córka Leila, a Muxtarova wraz z mężem przeniosła się do Moskwy. Tam poznała Fiodora Szalapina, rozpoczynając występy w Teatrze Operowym Siergieja Zimina, partnerując Szalapinowi w operze Carmen. W 1918 w tej samej roli występowała w Teatrze Operowym w Saratowie. 
Po 1918 Muxtarova występowała na scenach operowych Ukrainy i Kaukazu. W 1936 została wyróżniona tytułem Zasłużonej Artystki Gruzińskiej SRR, a w 1940 Ludowej Artystki Azerskiej SRR. Od 1938 występowała jako solistka w Azerbejdżańskim Teatrze Opery i Baletu w Baku. Zakończyła karierę sceniczną w 1954, poświęcając się pracy pedagogicznej.